# وليام بيرنز
وليام جوزيف بيرنز بالإنجليزية William J Burns ، (من مواليد 11 أبريل 1956) هو مدير الاستخبارات الامريكية ودبلوماسي أمريكي سابق ورئيس مؤسسة كارنيغي للسلام الدولي ونائب وزير خارجية الولايات المتحدة السابق (2011-2014). تقاعد من السلك الدبلوماسي الأمريكي في عام 2014 بعد 33 عامًا من العمل الدبلوماسي. شغل بيرنز سابقًا منصب سفير الولايات المتحدة في الأردن من 1998 إلى 2001 ، ومساعد وزير الخارجية لشؤون الشرق الأدنى من 2001 إلى 2005 ، وسفير الولايات المتحدة لدى الاتحاد الروسي من 2005 إلى 2008 ، ووكيل وزارة الخارجية للشؤون السياسية من 2008 إلى 2011 ، وهي من بين الأدوار العليا الأخرى في واشنطن والخارج. وهو حاصل على أعلى رتبة في السلك الدبلوماسي ، وسفير مهني ، وهو ثاني دبلوماسي محترف يخدم في التاريخ ليصبح نائب وزير الخارجية. رشحه الرئيس المنتخب جو بايدن في 11 يناير 2021 لرئاسة وكالة المخابرات المركزية. 

## نشأته ودراسته
ولد بيرنز في فورت براج بولاية كارولاينا الشمالية. حصل على بكالوريوس آداب في التاريخ من جامعة لاسال و ماجستير ودكتوراه فلسفة في العلاقات الدولية من جامعة أكسفورد ، حيث درس كباحث في منحة مارشال.

## خبرات سابقة
يحمل الكثير من الخبرات والمؤهلات التي جعلت الرئيس المنتخب جو بايدن يرشحه لمنصب رئيس وكالة المخابرات المركزية، فقد عمل 33 عامًا في السلك الدبلوماسي الأمريكي، وعمل تحت مسؤولية كولن باول في مجلس الأمن القومي ، وتولى منصب سفير الولايات المتحدة في الأردن. ويتحدث بيرنز العربية ، والروسية ، والفرنسية وكان قد حصل على درجة عليا في شؤون العلاقات الدولية من جامعة أوكسفورد ، وسبق له أن عمل في وزارة الخارجية مساعداً في مكتب الخارجية ورئيساً لقسم الشؤون السياسية في موسكو. ورغم جميع هذه الخبرات اعتبر بيرنز وجهاً جديداً بشكل نسبي في عملية السلام في الشرق الأوسط، خصوصاً وأنه لم يخبرها على غرار المستشارين والمبعوثين السابقين الذين قاموا بجولات مكوكية ثم فشلوا.

## بيرنز وقضايا الشرق الأوسط
شغل بيرنز منصب مساعد وزير الخارجية لشؤون الشرق الأدنى. ويرى المراقبون أن تعيينه في هذه المهمة كان يشير إلى نية الرئيس بوش الاستمرار في القيام بدور نشيط في السياسة الخارجية الأميركية في الشرق الأدنى وبدور ينحاز كثيراً إلى إسرائيل. وفي جلسة الاستماع والمناقضة التي عقدتها لجنة الكونغرس قبيل المصادقة على توليه هذا المنصب، تحدث بيرنز عن الطموحات المشروعة للإسرائيليين والفلسطينيين حقاً، لكنه أكد في عرضه على الالتزام الأميركي الثابت بحماية أمن إسرائيل ورفاهيتها.

## قدرات تفاوضية
وفي مهماته التفاوضية يمتاز بيرنز بقدرته على الإصغاء أكثر من إعطاء محاضرة في جلسات التفاوض. وعلى الرغم من أن إدارة بوش ألمحت حينها إلى عزمها التراجع عن القيام بدور نشيط في مساعيها في العملية السلمية، إلاّ أن بيرنز كان يرى ويطالب بشكل واضح أن تقوم الولايات المتحدة بدور قوي في هذا الشأن. فهو من قال أمام لجنة الكونغرس الأمريكي: «إن الاهتمام الأميركي والقيام بدور في الشرق الأوسط ضرورة وليس خياراً». ولا شك أن مهمة بيرنز ستكون صعبة مهما كانت قدراته، ولن يتمكن كما يرى المراقبون من تحقيق أي تغيرات في السياسة الأميركية التقليدية.